# Шашанка
Шашанка (бенг. শশাঙ্ক) — правитель, який першим об'єднав Бенгалію в єдину державу Гауда.

## Життєпис
Шашанка правив у першій половині VII століття. На думку низки істориків, період його правління припав на 600—625 роки. Шашанка був сучасником Харші. Столицею його царства було місто Карнасуварна (сучасний Муршідабад). Шашанку заведено вважати творцем Бенгальського календаря, початок літочислення якого припадає на період його царювання.
Згідно з китайським мандрівником Сюаньцзаном як фанатичний прихильник брагманізму Шашанка наказав знищити дерево Бодгі — священне дерево буддистів. Втім не зміг знищити його корені, тому надалі, коли Харша захопив Маґадгу, він наказав відростити з кореня нове дерево.